# 3704 Gaoshiqi
3704 Gaoshiqi este un asteroid din centura principală, descoperit pe 20 decembrie 1981.